# 蒙特法尔科内-阿彭尼诺
蒙特法尔科内-阿彭尼诺（義大利語：Montefalcone Appennino），是意大利费尔莫省的一个市镇。总面积15.97平方公里，人口484人，人口密度30.3人/平方公里（2009年）。ISTAT代码为044035。